# Rol por foro

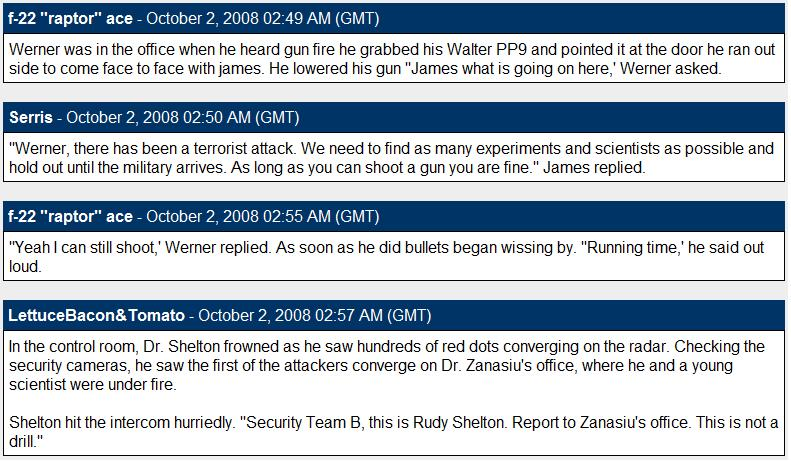
Un ejemplo de un rol protagonizado por varios usuarios de un foro

El rol por foro es una técnica de narración y participación de juegos de rol en la que, a diferencia del modo de juego tradicional, no es presencial y se desarrolla a través de foros en Internet. Se parece al Rol por eMail con características diferentes.
Surgió a raíz de los juegos por IRC o chat, por cuestiones de comodidad: no requería que todos los jugadores estuviesen presentes a la vez en una conexión. Esto supone una mayor lentitud a la hora de desarrollar la trama, pero permite a los jugadores meditar su respuesta y ahondar en la interpretación de los personajes así como en los detalles de la escena. Así mismo, también permite que participen en una misma partida jugadores de cualquier parte del globo. Cobró especial popularidad a partir de 2009, aunque a día de hoy la comunidad de gente que frecuentaba esta forma de rol ha ido disminuyendo cuantiosamente. 
La principal diferencia con el Rol por eMail es que los mensajes de cada jugador y el director de juego se colocan en el foro para que cualquiera pueda verlos, creando una experiencia narrativa que puede ser revisada por cualquiera con facilidad. 
La principal ventaja de este sistema, no obstante, sigue siendo la comodidad para sus participantes que no necesitan dedicar demasiado tiempo ni jugar a horas concretas.

## Rol Progresivo
Desde hace unos años se ha desarrollado una nueva modalidad de jugar al rol por foro. Esta consiste en no hacer partidas y jugar a la interpretación libre, este tipo de juego se denomina Rol Progresivo.
Consiste en que cada jugador ha de crear una ficha técnica con la información característica de su personaje, para luego adentrarse en el mundo establecido para dicho juego. Allí podrá interactuar mediante el formato textual del foro con otros usuarios. En este tipo de juegos no hay un director de juego y se desarrolla comúnmente con el manejo de dados para resolver los conflictos que se den en la narración como en un último caso (ya que lo importante en este tipo de Rol no es en sí ningún objetivo en concreto, sino que progresivamente y en cooperación se cree un argumento). Por ello, estos Juegos de Interpretación son proclives a la improvisación eventual y parcial entre los personajes sin que nadie dictamine sus objetivos.

## Reglamento
En los juegos de rol por foro el reglamento, a pesar de qué difiere levemente entre un foro y otro, tiene muchos aspectos en común. El jugador se registra y luego de presentar su personaje a los demás jugadores puede comenzar su historia, optando por un bando, raza, facción, grupo social, aldea o distintas agrupaciones propias de cada foro. El reglamento interno de cada foro, especialmente los de Rol progresivo, son presentados en algún tema del foro mismo, siendo los estatutos más comunes los que tratan de los derechos y deberes del usuario y los que tratan del rol en sí. Las reglas la mayor parte de las veces son impuestas por el creador (administrador) y luego se van creando las nuevas reglas impuestas por los demás administradores. Generalmente las reglas tienen un apartado en común, y ese apartado está cerrado para que ningún otro miembro (además de administradores) pueda publicar "Spam" o demás cosas no relacionadas, o solamente para no cuestionar las reglas.